# Liste von Holzachterbahnen
Alphabetische Aufstellung von Holzachterbahnen.
Es sind derzeit 172 Holzachterbahnen weltweit in Betrieb. Es sind alle betriebenen europäischen und einige bekannte sonstige, vor allem amerikanische, Holzachterbahnen gelistet. Das Eröffnungsdatum ist so genau angegeben wie bekannt.
| Achterbahn                                            | Freizeitpark                       | Land                   | Hersteller                                                          | Eröffnung                                   |
| ----------------------------------------------------- | ---------------------------------- | ---------------------- | ------------------------------------------------------------------- | ------------------------------------------- |
| Achterbahn                                            | Zoo Frankfurt                      | Deutschland            |                                                                     | 1945/1946 stillgelegt frühestens 1946       |
| American Eagle                                        | Six Flags Great America            | Vereinigte Staaten     | Intamin                                                             | 23. Mai 1981                                |
| American Thunder                                      | Six Flags St. Louis                | Vereinigte Staaten     | Great Coasters International                                        | 20. Juni 2008                               |
| Anaconda                                              | Walygator Parc                     | Frankreich             | William Cobb                                                        | 9. Mai 1989                                 |
| Antelope                                              | Gulliver’s Warrington              | Vereinigtes Königreich | Gulliver’s (Eigenbau)                                               | 1995                                        |
| Apocalypse, 2009–2010: Terminator Salvation: The Ride | Six Flags Magic Mountain           | Vereinigte Staaten     | Great Coasters International                                        | 2009                                        |
| Arkansas Twister                                      | Magic Springs & Crystal Falls      | Vereinigte Staaten     | Michael Black and Associates                                        | 30. Mai 1992                                |
| Aska                                                  | Nara Dreamland                     | Japan                  | Intamin                                                             | 1998 Schließung: 31. August 2006            |
| Balder                                                | Liseberg                           | Schweden               | Intamin / Holzbau Cordes                                            | 12. April 2003                              |
| Bandit 1999–2004: Wild Wild West                      | Movie Park Germany                 | Deutschland            | Roller Coaster Corporation of America                               | 1999                                        |
| Beach Coaster                                         | Ocean View Pavilion                | Vereinigte Staaten     | Rose                                                                | 1928, Schließung: 1949                      |
| Big Dipper                                            | Pleasure Beach Blackpool           | Vereinigtes Königreich | William Strickler                                                   | Juli 1923                                   |
| Big Dipper                                            | Geauga Lake & Wildwater Kingdom    | Vereinigte Staaten     |                                                                     | 1925                                        |
| Blue Flyer bis 2010: Zipper Dipper                    | Pleasure Beach Blackpool           | Vereinigtes Königreich | Pleasure Beach Blackpool (Eigenbau)                                 | 1934                                        |
| Blue Streak                                           | Cedar Point                        | Vereinigte Staaten     | Philadelphia Toboggan Coasters                                      | 23. Mai 1964                                |
| Blue Streak                                           | Conneaut Lake Park                 | Vereinigte Staaten     |                                                                     | 1938 Schließung: 2006                       |
| Boardwalk Bullet                                      | Kemah Boardwalk                    | Vereinigte Staaten     | Martin & Vleminckx Group                                            | 31. August 2007                             |
| Boulder Dash                                          | Lake Compounce                     | Vereinigte Staaten     | Custom Coasters International                                       | 21. Mai 2000                                |
| Cheetah                                               | Wild Adventures                    | Vereinigte Staaten     | Custom Coasters International                                       | 16. Juni 2001                               |
| Coaster Express 2002–2004: Wild Wild West             | Parque Warner Madrid               | Spanien                | Roller Coaster Corporation of America                               | 6. April 2002                               |
| Colossos                                              | Heide-Park Soltau                  | Deutschland            | Intamin / Holzbau Cordes                                            | 13. April 2001                              |
| Colossus                                              | Six Flags Magic Mountain           | Vereinigte Staaten     | International Amusement Devices                                     | 29. Juni 1978                               |
| Cornball Express                                      | Indiana Beach                      | Vereinigte Staaten     | Custom Coasters International                                       | 18. Mai 2001                                |
| Crystal Beach Cyclone                                 | Crystal Beach                      | Kanada                 | Harry. G. Traver                                                    | 1926                                        |
| Cyclone                                               | Astroland                          | Vereinigte Staaten     | Harry C. Baker                                                      | 26. Juni 1927                               |
| Cyclone 24. Juni 1983–1999: Riverside Cyclone         | Six Flags New England              | Vereinigte Staaten     | William Cobb & Associates                                           | 24. Juni 1983                               |
| Cyclops                                               | Mt. Olympus Water & Theme Park     | Vereinigte Staaten     | Custom Coasters International                                       | 1995                                        |
| Dania Beach Hurricane                                 | Boomers                            | Vereinigte Staaten     | Coaster Works, Inc.                                                 | 1. November 2000                            |
| El Toro                                               | Freizeitpark Plohn                 | Deutschland            | Great Coasters International                                        | 10. April 2009                              |
| El Toro                                               | Six Flags Great Adventure          | Vereinigte Staaten     | Intamin / Holzbau Cordes                                            | 12. Juni 2006                               |
| Elf                                                   | Hirakata Park                      | Japan                  | Intamin                                                             | März 2001                                   |
| Excalibur                                             | Funtown Splashtown USA             | Vereinigte Staaten     | Custom Coasters International                                       | 5. Juni 1998                                |
| Falken                                                | Fårup Sommerland                   | Dänemark               | S&S Power                                                           | Mai 2004                                    |
| Flyer Comet                                           | Whalom Park                        | Vereinigte Staaten     | Philadelphia Toboggan Coasters                                      | 1940 Schließung: 2000                       |
| Flying Turns                                          | Knoebels Amusement Park & Resort   | Vereinigte Staaten     | Knoebels (Eigenbau)                                                 | 2008                                        |
| Georgia Cyclone                                       | Six Flags Over Georgia             | Vereinigte Staaten     | Dinn Corporation                                                    | März 1990                                   |
| GhostRider                                            | Knott’s Berry Farm                 | Vereinigte Staaten     | Custom Coasters International                                       | 8. Dezember 1998                            |
| Giant Coaster                                         | Paragon Park                       | Vereinigte Staaten     | Dinn Corporation                                                    | 1917, Schließung: 1985                      |
| Giant Dipper                                          | Belmont Park                       | Vereinigte Staaten     |                                                                     | 4. Juli 1925                                |
| Giant Dipper                                          | Santa Cruz Beach Boardwalk         | Vereinigte Staaten     | Arthur Looff                                                        | 17. Mai 1924                                |
| Grand National                                        | Pleasure Beach Blackpool           | Vereinigtes Königreich | Charles Paige                                                       | 1935                                        |
| Gravity Pleasure Switch Back Railway                  | Coney Island                       | Vereinigte Staaten     | LaMarcus A. Thompson                                                | 13. Juni 1884 Schließung unbekannt          |
| Grizzly                                               | Kings Dominion                     | Vereinigte Staaten     | King’s Entertainment Company                                        | 27. März 1982                               |
| Gwazi                                                 | Busch Gardens Africa               | Vereinigte Staaten     | Great Coasters International                                        | 18. Juni 1999                               |
| Hades 360                                             | Mt. Olympus Water & Theme Park     | Vereinigte Staaten     | The Gravity Group                                                   | 14. Mai 2005                                |
| Hell Cat 2005–2007: J2 2004: Tsunami                  | Clementon Amusement Park           | Vereinigte Staaten     | S&S Power                                                           | 18. September 2004                          |
| HellCat, 2004–2008: Avalanche                         | Timber Falls Adventure Park        | Vereinigte Staaten     | S&S Power                                                           | Juli 2004                                   |
| Hercules                                              | Dorney Park & Wildwater Kingdom    | Vereinigte Staaten     | Dinn Corporation                                                    | 1989 Schließung: 1. September 2003          |
| High Roller                                           | Valleyfair!                        | Vereinigte Staaten     | Rauerhorst Corporation                                              | 1976                                        |
| Hochschaubahn 1950: Alpenbahn                         | Wiener Prater                      | Österreich             | Eigenbau                                                            | 1950                                        |
| Hoosier Hurricane                                     | Indiana Beach                      | Vereinigte Staaten     | Custom Coasters International                                       | 27. Mai 1994                                |
| Hullámvasút                                           | Vidámpark                          | Ungarn                 | Irvine Dragon                                                       | 1926                                        |
| Hurler                                                | Kings Dominion                     | Vereinigte Staaten     | International Coasters                                              | 28. April 1994                              |
| Hurricane                                             | Myrtle Beach Pavilion              | Vereinigte Staaten     | Custom Coasters International                                       | 5. Juni 2000 Schließung: 30. September 2006 |
| Jack Rabbit                                           | Kennywood                          | Vereinigte Staaten     | Charlie Mach                                                        | 1921                                        |
| Jack Rabbit                                           | Seabreeze Amusement Park           | Vereinigte Staaten     | Harry C. Baker                                                      | 1920                                        |
| Joris en de Draak                                     | Efteling                           | Niederlande            | Great Coasters International                                        | 1. Juli 2010                                |
| Judge Roy Scream                                      | Six Flags Over Texas               | Vereinigte Staaten     | Don Rosser, William Cobb                                            | 1. März 1980                                |
| Kentucky Rumbler                                      | Beech Bend                         | Vereinigte Staaten     | Great Coasters International                                        | 6. Mai 2006                                 |
| Leap the Dips                                         | Lakemont Park                      | Vereinigte Staaten     |                                                                     | 1902                                        |
| Lightning Racer                                       | Hersheypark                        | Vereinigte Staaten     | Great Coasters International                                        | 13. Mai 2000                                |
| Lost Coaster of Superstition Mountain                 | Indiana Beach                      | Vereinigte Staaten     | Custom Coasters International                                       | 8. Juni 2002                                |
| Loup-Garou                                            | Walibi Belgium                     | Belgien                | Vekoma                                                              | 28. April 2001                              |
| Magnus Colossus                                       | Terra Mítica                       | Spanien                | Roller Coaster Corporation of America                               | Juli 2000                                   |
| Mammut                                                | Erlebnispark Tripsdrill            | Deutschland            | Gerstlauer/Holzbau Cordes                                           | 28. April 2008                              |
| Mean Streak                                           | Cedar Point                        | Vereinigte Staaten     | Dinn Corporation                                                    | 11. Mai 1991                                |
| Medusa                                                | Six Flags México                   | Mexiko                 | Custom Coasters International                                       | 2. Juni 2000                                |
| Mega Zeph                                             | Six Flags New Orleans              | Vereinigte Staaten     | Custom Coasters International                                       | 20. Mai 2000, Schließung: August 2005       |
| Megafobia                                             | Oakwood Theme Park                 | Vereinigtes Königreich | Custom Coasters International                                       | 1996                                        |
| Meteor                                                | Little Amerricka                   | Vereinigte Staaten     | Philadelphia Toboggan Coasters                                      | 8. August 2007                              |
| Mighty Canadian Minebuster                            | Canada’s Wonderland                | Kanada                 | Philadelphia Toboggan Coasters                                      | 1981                                        |
| Monstre                                               | La Ronde                           | Kanada                 | William Cobb                                                        | 20. Juli 1985 / 1986                        |
| Montaña Rusa                                          | La Feria Chapultepec Magico        | Mexiko                 | National Amusement Device Company                                   | 1964                                        |
| Mr. Twister                                           | Elitch Gardens                     | Vereinigte Staaten     | Philadelphia Toboggan Coasters                                      | 1964 Schließung: 1. Oktober 1994            |
| Nickelodeon Streak bis 2010: Rollercoaster            | Pleasure Beach Blackpool           | Vereinigtes Königreich | Charles Paige                                                       | 1933                                        |
| Pegasus                                               | Efteling                           | Niederlande            | Intamin, Dinn Corporation, Roller Coaster Corporation of America    | 1. Juli 1991 Schließung: 19. Juni 2009      |
| Pegasus                                               | Mt. Olympus Water & Theme Park     | Vereinigte Staaten     | Custom Coasters International                                       | 1996                                        |
| Phoenix                                               | Knoebels Amusement Park & Resort   | Vereinigte Staaten     | Philadelphia Toboggan Coasters                                      | 15. Juni 1985                               |
| Predator                                              | Darien Lake                        | Vereinigte Staaten     | Dinn Corporation                                                    | Mai 1990                                    |
| Prowler                                               | Worlds of Fun                      | Vereinigte Staaten     | Great Coasters International                                        | 2009                                        |
| Psyclone                                              | Six Flags Magic Mountain           | Vereinigte Staaten     | Dinn Corporation                                                    | 23. März 1991 Schließung: 2006              |
| Racer                                                 | Kennywood                          | Vereinigte Staaten     | Charile Mach                                                        | 1910, Neueröffnung: 1927                    |
| Ravine Flyer II                                       | Waldameer                          | Vereinigte Staaten     | The Gravity Group                                                   | 17. Mai 2008                                |
| Rebel Yell                                            | Kings Dominion                     | Vereinigte Staaten     | Philadelphia Toboggan Coasters                                      | 3. Mai 1975                                 |
| Regina                                                | Tōbu Dōbutsu Kōen                  | Japan                  | Stand Company                                                       | 18. März 2000                               |
| Renegade                                              | Valleyfair!                        | Vereinigte Staaten     | Great Coasters International                                        | 12. Mai 2007                                |
| Roar                                                  | Six Flags America                  | Vereinigte Staaten     | Great Coasters International                                        | 2. Mai 1998                                 |
| Roar                                                  | Six Flags Discovery Kingdom        | Vereinigte Staaten     | Great Coasters International                                        | 14. Mai 1999                                |
| Robin Hood                                            | Walibi Holland                     | Niederlande            | Vekoma                                                              | 2000                                        |
| Roller Coaster                                        | Lagoon                             | Vereinigte Staaten     |                                                                     | 1921                                        |
| Roller Coaster                                        | Great Yarmouth Pleasure Beach      | Vereinigtes Königreich | Erich Heidrich                                                      | 1932                                        |
| Rolling Thunder                                       | Six Flags Great Adventure          | Vereinigte Staaten     | Don Rosser, William Cobb                                            | 1979                                        |
| Rutschebanen                                          | Bakken                             | Dänemark               | Lebela                                                              | 1932                                        |
| Rutschebanen                                          | Tivoli Kopenhagen                  | Dänemark               |                                                                     | 1914                                        |
| Scenic Railway                                        | Dreamland                          | Vereinigtes Königreich | John Henry Iles                                                     | 3. Juli 1920 Schließung: 7. April 2008      |
| Scenic Railway                                        | Luna Park                          | Australien             |                                                                     | 1912                                        |
| Screamin’ Eagle                                       | Six Flags St. Louis                | Vereinigte Staaten     | Philadelphia Toboggan Coasters                                      | 10. April 1976                              |
| Sea Dragon 1956–?: Jet Flyer                          | Jungle Jack’s Landing              | Vereinigte Staaten     | Philadelphia Toboggan Coasters                                      | 1956 Neueröffnung: 26. Mai 2008             |
| Shivering Timbers                                     | Michigan’s Adventure               | Vereinigte Staaten     | Custom Coasters International                                       | 1998                                        |
| Sierra Tonante                                        | Mirabilandia                       | Italien                | William Cobb                                                        | 1992 Schließung: 2007                       |
| Silver Comet                                          | Martin's Fantasy Island            | Vereinigte Staaten     | Custom Coasters International                                       | 1. Mai 1999                                 |
| Skyliner                                              | Lakemont Park                      | Vereinigte Staaten     | Philadelphia Toboggan Coasters                                      | 1987                                        |
| Skyliner                                              | Roseland Park                      | Vereinigte Staaten     | Philadelphia Toboggan Coasters                                      | 1960, Schließung: 1985                      |
| Son of Beast                                          | Kings Island                       | Vereinigte Staaten     | Paramount’s Kings Island                                            | 26. Mai 2000                                |
| Stampida                                              | PortAventura                       | Spanien                | Custom Coasters International                                       | 17. März 1997                               |
| Starliner                                             | Cypress Gardens Adventure Park     | Vereinigte Staaten     | Philadelphia Toboggan Coasters                                      | 14. Juli 2007                               |
| T Express                                             | Everland                           | Südkorea               | Intamin                                                             | 14. März 2008                               |
| Texas Cyclone                                         | Six Flags AstroWorld               | Vereinigte Staaten     | Frontier Construction Company                                       | 12. Juni 1976 Schließung: 30. Oktober 2005  |
| Texas Giant                                           | Six Flags Over Texas               | Vereinigte Staaten     | Dinn Corporation                                                    | 17. März 1990                               |
| The Beast                                             | Kings Island                       | Vereinigte Staaten     | Charles Dinn                                                        | 14. April 1979                              |
| The Boss                                              | Six Flags St. Louis                | Vereinigte Staaten     | Custom Coasters International                                       | 29. April 2000                              |
| The Comet                                             | Crystal Beach                      | Kanada                 | Philadelphia Toboggan Coasters                                      | 22. Mai 1948, Schließung: 4. September 1989 |
| The Comet                                             | Great Escape & Splashwater Kingdom | Vereinigte Staaten     | Philadelphia Toboggan Coasters                                      | 25. Juni 1994                               |
| The Great American Scream Machine                     | Six Flags Over Georgia             | Vereinigte Staaten     | Philadelphia Toboggan Coasters                                      | April 1973                                  |
| The Great White                                       | Morey’s Piers                      | Vereinigte Staaten     | Custom Coasters International                                       | 1996                                        |
| The Legend                                            | Holiday World                      | Vereinigte Staaten     | Custom Coasters International                                       | 6. Mai 2000                                 |
| The Racer                                             | Kings Island                       | Vereinigte Staaten     | Philadelphia Toboggan Coasters                                      | 1972                                        |
| The Rattler                                           | Six Flags Fiesta Texas             | Vereinigte Staaten     | Roller Coaster Corporation of America                               | 14. März 1992                               |
| The Raven                                             | Holiday World                      | Vereinigte Staaten     | Custom Coasters International                                       | 6. Mai 1995                                 |
| The Voyage                                            | Holiday World                      | Vereinigte Staaten     | The Gravity Group                                                   | 6. Mai 2006                                 |
| The Wild One                                          | Six Flags America                  | Vereinigte Staaten     | Dinn Corporation                                                    | 1986                                        |
| Thunder Road                                          | Carowinds                          | Vereinigte Staaten     | Philadelphia Toboggan Coasters                                      | 1976                                        |
| Thunder Run                                           | Six Flags Kentucky Kingdom         | Vereinigte Staaten     | Dinn Corporation                                                    | August 1990                                 |
| Thunderbird                                           | PowerLand                          | Finnland               | Great Coasters International                                        | 29. April 2006                              |
| Thunderbolt                                           | Coney Island                       | Vereinigte Staaten     |                                                                     | 1925                                        |
| Thunderbolt 1924–1967: Pippin                         | Kennywood                          | Vereinigte Staaten     | Andy Vettel                                                         | 1924                                        |
| Thunderbolt, 1941–1942: Cyclone                       | Six Flags New England              | Vereinigte Staaten     | Joseph E. Drambour                                                  | 1941                                        |
| ThunderCoaster                                        | TusenFryd                          | Norwegen               | Vekoma                                                              | 1. Mai 2001                                 |
| Thunderhawk                                           | Dorney Park & Wildwater Kingdom    | Vereinigte Staaten     | Philadelphia Toboggan Coasters                                      | 1923                                        |
| Thunderhead                                           | Dollywood                          | Vereinigte Staaten     | Great Coasters International                                        | 3. April 2004                               |
| Timber Terror, 1996: Grizzly                          | Silverwood Theme Park              | Vereinigte Staaten     | Custom Coasters International                                       | 1996                                        |
| Timber Wolf                                           | Worlds of Fun                      | Vereinigte Staaten     | Dinn Corporation                                                    | 1. April 1989                               |
| Tomahawk                                              | PortAventura                       | Spanien                | Custom Coasters International                                       | 17. März 1997                               |
| Tonnerre de Zeus                                      | Parc Astérix                       | Frankreich             | Custom Coasters International                                       | 1997                                        |
| Tremors                                               | Silverwood Theme Park              | Vereinigte Staaten     |                                                                     | 15. Mai 1999                                |
| Troy                                                  | Toverland                          | Niederlande            | Great Coasters International                                        | 29. Juni 2007                               |
| Twisted Twins, 1998–2001: Twisted Sisters             | Six Flags Kentucky Kingdom         | Vereinigte Staaten     | Custom Coasters International                                       | 20. Juni 1998, Schließung: 2007             |
| Twister                                               | Gröna Lund                         | Schweden               | The Gravity Group                                                   | 2011                                        |
| Twister                                               | Knoebels Amusement Park & Resort   | Vereinigte Staaten     | Knoebels (Eigenbau)                                                 | 24. Juli 1999                               |
| Twister II                                            | Elitch Gardens                     | Vereinigte Staaten     | Hensel Phelps Construction                                          | 27. Mai 1995                                |
| Villain                                               | Geauga Lake & Wildwater Kingdom    | Vereinigte Staaten     | Custom Coasters International                                       | 5. Mai 2000 Schließung: 16. September 2007  |
| Viper                                                 | Six Flags Great America            | Vereinigte Staaten     | Six Flags Great America (Eigenbau)                                  | 29. April 1995                              |
| Vuoristorata                                          | Linnanmäki                         | Finnland               | Svend Jarlström                                                     | 13. Juli 1951                               |
| White Cyclone                                         | Nagashima Spa Land                 | Japan                  | Intamin                                                             | 1995                                        |
| Wild Beast 1981–? Wilde Beaste                        | Canada’s Wonderland                | Kanada                 | Philadelphia Toboggan Coasters                                      | 1981                                        |
| Wild Mouse                                            | Pleasure Beach Blackpool           | Vereinigtes Königreich | Blackpool Pleasure Beach (Eigenbau)                                 | 1958                                        |
| Wildcat                                               | Hersheypark                        | Vereinigte Staaten     | Great Coasters International                                        | 26. Mai 1996                                |
| Wildcat                                               | Lake Compounce                     | Vereinigte Staaten     | Charlie Dinn, Curtis D. Summers, Philadelphia Toboggan Coasters     | 1927                                        |
| Wodan – Timburcoaster                                 | Europa-Park                        | Deutschland            | Great Coasters International                                        | 28. März 2012                               |
| Wooden Coaster – Fireball                             | Happy Valley (Shanghai)            | Volksrepublik China    | lokales Bauunternehmen, Martin & Vleminckx Group, The Gravity Group | 16. August 2009                             |
| Wolverine Wildcat                                     | Michigan’s Adventure               | Vereinigte Staaten     | Dinn Corporation                                                    | 1988                                        |
| Zeus                                                  | Mt. Olympus Water & Theme Park     | Vereinigte Staaten     | Custom Coasters International                                       | 7. Juni 1997                                |